# Oreothlypis superciliosa
Oreothlypis superciliosa là một loài chim trong họ Parulidae.